# Кашиноти Контардино (Алесандрија)
Кашиноти Контардино је насеље у Италији у округу Алесандрија, региону Пијемонт.
Према процени из 2011. у насељу је живело 43 становника. Насеље се налази на надморској висини од 191 м.